# Grand Theft Auto III
Grand Theft Auto III (GTA 3) – komputerowa gra akcji wyprodukowana przez DMA Design i wydana przez Rockstar Games w październiku 2001 na konsolę PlayStation 2, w maju 2002 na Microsoft Windows, w listopadzie 2003 na konsolę Xbox, a dla systemu OS X – 12 listopada 2010 w Europie i 22 listopada 2010 w Ameryce Północnej. Jest czwartą częścią serii Grand Theft Auto. W Polsce została wydana przez firmę Play-It w roku 2002. Do dystrybucji gra trafiła w wersji oryginalnej, dopiero po jej premierze w Internecie pojawiła się oficjalna łata, spolszczająca grę do wersji kinowej (przetłumaczone napisy, dialogi pozostawione zostały w wersji oryginalnej). Aktualizacja zawierała także mapę metropolii, po której poruszał się gracz.
Gra była przełomem zarówno dla serii, jak i dla całego świata gier komputerowych. Grand Theft Auto III od razu zyskało sobie dobrą opinię zarówno u graczy, jak i recenzentów – większość portali internetowych i magazynów traktujących o grach komputerowych zachwycała się grą i stawiała jej bardzo wysokie noty (także w Polsce: CD-Action – 10/10; Click! – 6/6; Play – 9,3/10; Imperium Gier – 9,8/10; GRY-OnLine – 9,1). Trzecia część jest pierwszą z serii, która została osadzona w całości w trójwymiarze. Nowością była szczegółowa grafika i pieczołowicie odwzorowane modele samochodów, różnorodność i poziom trudności misji.

## Rozgrywka
Gracz wciela się w Claude’a, żyjącego w mieście Liberty City. Samo miasto podzielone jest na trzy części, do których dostęp zostaje umożliwiony wraz z rozwojem fabuły. Po mieście poruszają się mieszkańcy sterowani przez sztuczną inteligencję, których nastawienie do protagonisty uzależnione jest od fabuły i poczynań gracza. W przypadku śmierci głównego bohatera odradza się on w najbliższym szpitalu, a po złapaniu przez policję jest odwożony na komisariat. W obu przypadkach zabierana jest mu broń oraz część pieniędzy.
Gracz ma pełną dowolność w tym, co robi. Może wykonywać misje związane z głównym wątkiem fabularnym. Jeździć taksówką, ambulansem, wozem strażackim czy radiowozem – wykonując zadania poboczne. Dostępne są również wyzwania (tzw. „rozwałki”), polegające na zabiciu odpowiedniej ilości osób w wyznaczonym czasie.
Aktywności w grze nagradzane są dodatkowymi pieniędzmi, które Claude może wydać na broń lub kamizelkę kuloodporną.
Postać może walczyć wręcz, rzucać granatami lub używać broni palnej. Dodatkowo może jeździć metrem, prowadzić dowolny samochód, czy łódź. Każdy z pojazdów może zostać uszkodzony i w konsekwencji zniszczony. Model zniszczeń pokazuje, która część jest uszkodzona przykładowo przez zarysowanie maski lub wybicie szyby.
Gdy postać złamie prawo np. strzelając do innej osoby stopień zainteresowania przez policję wzrośnie. Im dłużej gracz popełnia wykroczenia tym większe posiłki są wysyłane, a oprócz policji ścigają go agenci federalni i wojsko.
W całym Liberty City rozlokowane są gangi: Mafia Rodziny Leone, Triada, Diablos, Yardies, Yakuza, Kartel Kolumbijski, Red Jacks, Dziewiątki i Mafia rodziny Forelli. Każdy z nich rządzi konkretną dzielnicą, ma własne ubrania i pojazdy. Niezależnie od gracza, gdy grupy wrogich gangów znajdą się niedaleko to zaczną do siebie strzelać.

## Ścieżka dźwiękowa
W 2011 roku zostały wydane dwie ścieżki dźwiękowe z gry: Grand Theft Auto III – Music from Lips 106 i Grand Theft Auto III – Music from Head Radio. W 2013 roku zostało wydanych pięć kolejnych ścieżek dźwiękowych z gry.

## Wydanie

### Wersja beta
Wersja beta została wydana w 2008 roku jako modyfikacja do Grand Theft Auto III. Modyfikacja przywracała wszystko to, co zostało wcześniej usunięte, głównie z powodu ataku terrorystycznego na World Trade Center. Beta została wycofana ze względu na i tak zbyt dużą brutalność.
Z okazji 10-lecia premiery Grand Theft Auto III przedstawiciele Rockstar Games udzielili wielu odpowiedzi na pytania graczy odnośnie do gry. W części z nich zaprzeczyli jakoby w wersji beta znajdowały się misje terrorystyczne, czy też autobusy pełne dzieci. Wśród zdań pojawiło się określenie „ery GTA III”, która została zakończona przez Grand Theft Auto IV (które rozpoczęło „erę GTA IV”), a co za tym idzie – postacie z jednego uniwersum nigdy nie pojawią się w drugim.

## Kontrowersje
Grand Theft Auto III zostało uznane za kontrowersyjne, ze względu na swoją treść. Gracz nagradzany jest za wykonywanie różnych nielegalnych i niemoralnych czynów.
Po początkowej premierze gry w Australii została ona później wycofana ze sklepów, aż do momentu wydania ocenzurowanej wersji gry.
20 października 2003 roku szesnastoletni William Buckner oraz jego czternastoletni przyrodni brat Joshua zastrzelili 45-letniego Aarona Hamela, a poważnie ranili 19-letnią Kimberly Bede, których samochód został ostrzelany z broni kalibru.22 cala. Rodzeństwo przyznało się do winy. Zeznali, że broń znaleźli w domu, a zainspirowani Grand Theft Auto III, zaczęli strzelać do przypadkowo wybranych ludzi. Jack Thompson i Richard Talley, przedstawiciele rodzin zamordowanych, utrzymywali przed sądem, iż gra inspiruje do przemocy, a także ćwiczy w strzelaniu do ludzi i pojazdów. Douglas Lowenstein, prezes stowarzyszenia Entertainment Software Association, stwierdził, że całe zajście na pewno było ogromną tragedią, jednak nieuzasadnione jest zrzucanie winy na grę, mającej kilka milionów graczy na całym świecie.